# Tertúlies de l'Hotel Anglés
Es coneix com a Tertúlies de l'Hotel Anglés a una sèrie de converses, xarrades i reunions de temàtica valencianista portades a terme entre 1987 i 1996 a l'Hotel Anglés de València.
Les tertúlies van sorgir per iniciativa d'una sèrie d'ex-militants del Partit Reformista Democràtic que en novembre de 1986 van decidir realitzar una sèrie de reunions periòdiques per tal d'analitzar les causes per les quals havia estat impossible consolidar una força política nacionalista, liberal i progressista al País Valencià.
L'aparició del llibre De Impura Natione va fer que Damià Mollà, un dels autors, decidira sumar-se a la tertúlia des del bell començament. A ell se li anirien unint Joaquim Muñoz Peirats, Josep A. Perelló, Josep Sales, Eugeni Senent, Joan Senent, Francesc Ferrer Pastor, Vicent Miquel i Diego, Alexandre Màñez, Antoni Ferrando, Vicent Moreno i Vicent Franch, Agustí Colomer, Miquel Nadal i Rafael Company, autors del llibre Document 88, que sorgiria, precisament, d'estes tertúlies.
A banda, la tertúlia tenia per costum convidar a diferents personalitats valencianes per a intercanviar impressions. Per la tertúlia va passar gent de diferents sensibilitats, des d'Eliseu Climent a Vicent González Lizondo, Josep Lluís Blasco, Manuel Broseta, Josep Vicent Marquès o l'aleshores president de la Generalitat Joan Lerma. Fins i tot un jove Francesc Camps hi arribà a assistir, ja que representants de quasi totes les forces polítiques valencianes van participar-hi (amb l'excepció, casual i no premeditada, d'EUPV).
Finalment la tertúlia trascendria l'objectiu inicial, arribant a ser un important espai de reflexió sobre el nacionalisme valencià, i molt influent en el context de la coneguda com tercera via de reconciliació entre el blaverisme i el catalanisme.
Posteriorment, les tertúlies serien represes per part de membres de l'ACV Tirant lo Blanc entre finals de la dècada de 1990 i principis dels 2000, però sense la repercussió de les tertúlies originals.